# 関東内陸工業地域
関東内陸工業地域（かんとうないりくこうぎょうちいき）は、関東地方内陸部の工業地域。
北関東)関東地方の内陸工業地に一貫する特徴として、主に輸送機器工業を中心とする多岐に亘る工業事業所が散在していることが挙げられ、その主な工業都市として栃木県宇都宮市、同上三川町、群馬県太田市、同伊勢崎市、埼玉県狭山市や同川越市などがあり、多くの工業団地が造成・分譲されている。これらの主要工業都市は東北自動車道や関越自動車道（あるいはJR宇都宮線や東武伊勢崎線）の沿線に立地するほか、その他の工業都市も常磐自動車道、国道4号や国道6号、国道16号、国道17号、国道50号といった主要道路（あるいはJR常磐線や高崎線、両毛線といった鉄道路線）の沿線に在って、製品市場である東京圏や港湾と結ばれている。
主要道路沿線毎の年間製造品出荷額（以下すべて2006年度）を見ると、東北自動車道および国道4号沿いに展開された北関東工業地域では約15兆円（太田市、大泉町、小山市、真岡市、上三川町、宇都宮市、大田原市など）、関越自動車道および国道17号沿いの内陸工業地域では約12兆円（さいたま市北区、川越市、狭山市、上尾市 、熊谷市、深谷市、高崎市、前橋市、伊勢崎市など）、常磐自動車道および国道6号沿いの内陸地では約5.5兆円（松戸市、土浦市、常総市など）となっている。
各行政地域毎の年間出荷額は以下のとおり。いずれも経済産業省平成18年度工業統計に基づく。
- 栃木県：8.73兆円
  - 宇都宮・河内・芳賀・日光地区：約4.5兆円
  - 足利・佐野・栃木・小山地区：約2.4兆円
  - 大田原・那須地区：約1.8兆円
- 群馬県：7.41兆円
  - 伊勢崎・前橋・高崎・富岡地区：約3.6兆円
  - 太田・邑楽地区：約3.6兆円
  - 利根・吾妻地区：約0.2兆円
- 埼玉県：14.23兆円
  - 上尾・熊谷・深谷地区：約4.4兆円
  - さいたま・川口・草加地区：約3.3兆円（この地域は太平洋ベルトに含められる場合がある）
  - 川越・新座・狭山地区：約3.9兆円（この地域は太平洋ベルトに含められる場合がある）
  - 久喜・羽生地区：約1.5兆円
  - 秩父・比企地区：約1.1兆円
- 茨城県内陸地域
  - 土浦・常総地区：約4.0兆円（この地域は太平洋ベルトに含められる場合がある）
  - 古河・筑西地区：約1.8兆円
- 千葉県内陸地区（この地域は概ね太平洋ベルトに含められる）
  - 松戸・柏地区：約1.5兆円
  - 佐倉地区：約1.4兆円

なお、詳細は各項目記事を参照のこと。
計 25兆円